# Laes van Burmania
Laes van Burmania (gedoopt Britsum, 26 januari 1638 - Cornjum, 2 december 1691) was grietman van achtereenvolgens Idaarderadeel en Leeuwarderadeel en gedeputeerde van de provincie Friesland.

## Leven en werk
Jonker Van Burmania, telg uit het oud adellijke Friese geslacht Van Burmania, was een zoon van de grietman van Wymbritseradeel Sjuck van Burmania en van Catharina Entens. Hij was van 1670 tot 1673 grietman van Idaarderadeel en van 1673 tot 1688 grietman van Leeuwarderadeel. Hij werd in 1688 door zijn zoon Tjaard als grietman van Leeuwarderadeel opgevolgd. In de perioden 1668 tot 1671 en 1677 tot 1680 was hij gedeputeerde van Friesland voor Oostergo. Van Burmania bewoonde de Martena-State in Cornjum, dat hij in 1687 ingrijpend liet verbouwen. De oude state is in 1899 afgebroken. In de nieuwe Martenastate herinnert een wapen met opschrift in de zijgevel aan de vroegere bewoners en de verbouwing in 1687. Van Burmania trouwde op 20 maart 1664 te Cornjum met Juliana (ook Jeltje) Agatha van Aylva uit Witmarsum, dochter van Ulbo van Aylva en Hylck van Lycklama. Vanuit Cornjum liet hij in 1672 drie eikenbomen overbrengen naar de Sint-Pieterkerk te Grouw.

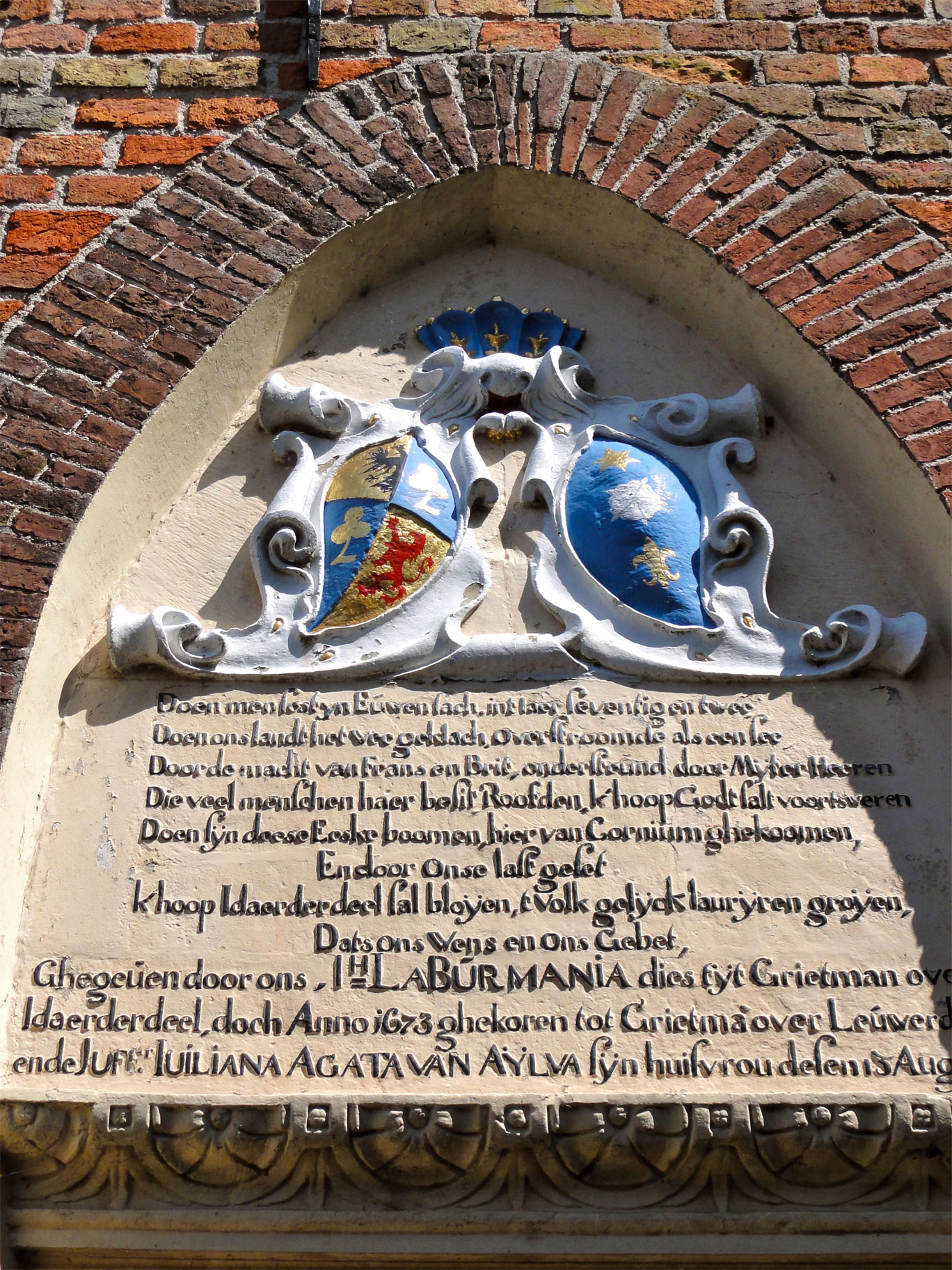
Gedenksteen voor Burmania en zijn echtgenote als schenkers van eikenbomen aan de Sint-Pieterkerk van Grouw

Op een spitsbogig timpaan in de toren van de Sint-Pieterkerk te Grouw wordt vermeld, dat er in 1672 drie eiken zijn geschonken door de toenmalige grietman van Idaarderadeel, jonker van Burmania en zijn echtgenote. De tekst verwijst naar de roerige tijden, waarin het land overspoeld werd door de macht van Frans en Brit (zie afbeelding). De volledige tekst luidt:
Doen men sestyn eeuwen sach, int jaer seventig en twee,
Doen ons landt het weegeklach overstroomde als een see
Door de macht van Frans en Brit, ondersteund door Myterheeren,
Die veel menschen haar besit Roofden, k hoop Godt salt voorts weren,
Doen sijn deese Eeske boomen, hier van Cornium ghekoomen
En door onse last geset,
K hoop Idaerderdeel sal bloijen, t volk gelijck laurijren groijen
Dat s ons wens en ons gebet.
Gegeuen door ons jh. La BURMANIA diestijt Grietman over
Idaerderderdeel doch Anno 1673 ghekoren tot Grietman over Leeuwarderadeel
 ende Juffr. JULIANA AGATA VAN AYLVA sijn huisvrouw desen 13 Augusti 1675.